# Giusy Consoli
Giusy Consoli, nome completo Giusy Valentina Consoli (Catania, 30 maggio 1967), è una disc jockey, musicista e produttrice discografica italiana.

## Gli inizi: dalla Sicilia alla capitale della notte
Trasferitasi con la famiglia a Bovisio Masciago, nell'hinterland milanese, da bambina, Giusy cresce immersa in un mondo lontano dalle luci sfavillanti delle discoteche. Al compimento della maggiore età, però, al termine della sua transizione sessuale, la sua strada la porta a Modena, dove scopre la passione per l’intrattenimento e inizia a muovere i primi passi come animatrice nei locali notturni. Ben presto, conquista il titolo di "Regina della Notte", guadagnandosi una reputazione che l'avrebbe seguita per tutta la carriera. Gli anni Novanta segnano una svolta decisiva per Giusy, che diventa una presenza iconica nelle discoteche di Riccione, cuore pulsante del clubbing italiano. Le sue performance, autentiche e carismatiche, la proiettano tra i protagonisti della scena, consolidando la sua immagine come figura di culto. Villa delle Rose, Cocoricò, Le Plaisir di Desenzano del Garda: Giusy lascia il segno nei locali più esclusivi d'Italia, spingendosi fino a Roma e Milano. La sua energia e il suo stile unico le permettono di superare ogni barriera, divenendo un simbolo di libertà e innovazione in un’epoca che stava ridisegnando i confini dell’intrattenimento. Nel 1994, è già riconosciuta come una delle personalità più influenti della nightlife italiana. Nel 1994, la sua fama la porta anche sul grande schermo, dove interpreta Valeria nel film Padre e figlio di Pasquale Pozzessere, un ruolo che aggiunge una nuova dimensione alla sua versatilità artistica. Tuttavia, la sua strada non è priva di difficoltà: nello stesso anno, Giusy sopravvive a un’aggressione che segna profondamente la sua vita. Questo evento, ampiamente riportato dalla stampa, non spegne il suo spirito, ma la rende ancora più determinata a perseguire i suoi sogni.
Nel 1995, insieme al suo socio dell'epoca Giuliano Bavutti, Giusy fonda Les Folies de Pigalle, un progetto innovativo che diventa un punto di riferimento per il clubbing a Reggio Emilia. Il logo dell'evento, una calzatura della stilista britannica Vivienne Westwood, è una calzatura del suo archivio privato che ancora utilizza durante i suoi dj set più iconici.  Con il nuovo millennio, la sua passione si espande anche alla produzione musicale: dal 2002, Giusy inizia a collaborare con l’etichetta Sound Division e dal 2018 con l'etichetta Betrain, continuando a creare musica che riflette la sua anima eclettica e la sua esperienza di vita.

## Discografia

### EP
- 2004 – This Is Not A Love Song (feat. Dania Mode)
- 2009 – Pacific Symphony
- 2010 – Get Higher (feat. Luca G)

#### Gianluca Catra, Enrico Ruini & Giusy Consoli
- 2014 – Illusions

### Singoli
- 2005 – Give Me Something Special
- 2008 – Pornographic Movies

#### Con Marcolino
- 2002 – More Than I Had (feat. Dania Mode)

#### Con Max B
- 2002 – Mammagamma / White Crystal (lato A: cover del brano di Alan Parsons Project)

#### Con Marco Bonuso & Alì Farahani
- 2007 – Persian Dream (feat. Sima Bina)

#### Con Enrico Ruini
- 2012 – Club

### Raccolte
- 2006 – Mandioro Les Folies De Pigalle (mixato da Giusy Consoli, EP)
- 2007 – Les Folies De Pigalle Vol. 3 (mixato da Giusy Consoli)

## Filmografia
- Padre e figlio, regia di Pasquale Pozzessere (1994)